# Nothing Fails
"Nothing Fails" é uma canção gravada pela cantora estadunidense Madonna, contida em seu nono álbum de estúdio American Life (2003). A canção foi escrita por Madonna, com letras adicionais de Guy Sigsworth e Jem Griffiths, e tendo sido produzida pela cantora e Mirwais Ahmadzaï. Foi lançada como terceiro single do álbum em 26 de outubro de 2003. Originalmente intitulada "Silly Thing", "Nothing Fails" é uma canção de amor que tem acordes de violão e uma participação de um coral gospel. Liricamente, a música discute a protagonista ter encontrado alguém para amar, e como o encontro não foi apenas um acaso. Vários remixes da canção foram feitos, com um deles sendo incluído no álbum de remixes de Madonna, Remixed & Revisited (2003).
"Nothing Fails" recebeu críticas geralmente positivas, com críticos musicais elogiando-a como uma das melhores faixas de American Life, enquanto outros a compararam com o single anterior de Madonna "Like a Prayer" (1989), já que ambas as músicas apresentam um coral gospel. "Nothing Fails" foi lançada nos Estados Unidos na esperança de obter vendas para American Life. No entanto, ela não chegou nem a estrear na   Billboard Hot 100, tornando-se o segundo single do álbum a ter esse feito. No entanto, a música alcançou o número um nas paradas musicais Hot Dance Club Songs e Hot Singles Sales da revista Billboard. Internacionalmente, a música foi um sucesso, ficou entre as dez canções de paradas musicais de países como Argentina, Canadá, Itália, e o primeiro lugar na parada da Espanha.
Apesar das informações alegando o contrário, nenhum videoclipe foi filmado para "Nothing Fails". A música foi tocada durante uma turnê promocional para American Life em 2003, junto com outras músicas do álbum e seus sucessos anteriores. Uma dessas performances foi exibida pela MTV em um especial chamado Madonna on Stage & on the Record. Também foi apresentada durante a sexta turnê de Madonna, a Re-Invention World Tour (2004), com Madonna sozinha no palco cantando a música acompanhada por um violão. Muitos críticos observaram que Madonna na performance era uma "figura solitária", pois era apenas ela e o violão.

## Antecedentes e gravação

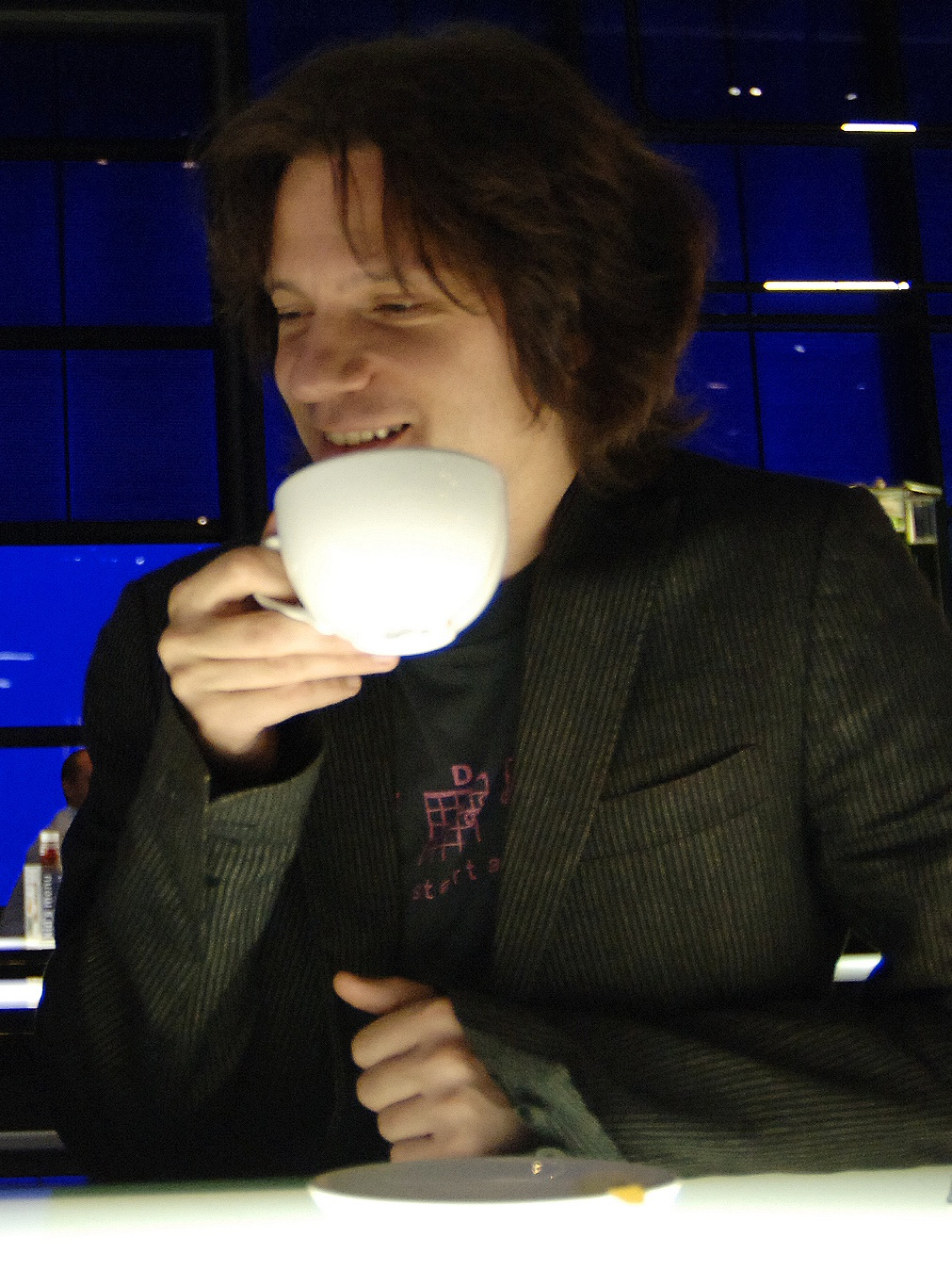
"Nothing Fails" começou como uma faixa demo intitulada "Silly Thing," co-escrita pelo produtor musical britânico Guy Sigworth (foto) para sua esposa.

De acordo com Lucy O'Brien, autora de Madonna: Like a Icon, o principal conceito do American Life era sobre "nada". Isso ficou evidente nos títulos das músicas como "Nobody Knows Me", uso de "no" em "Love Profusion" e "Nothing Fails". O uso do tom negativo levou Madonna a ser sarcástica com as suposições das pessoas sobre ela e enfatizar seu conhecimento no amor romântico. "Nothing Fails" começou como uma faixa humilde que o produtor-músico Guy Sigsworth escreveu para sua esposa. Ele perguntou ao cantor Jem Archerpara colaborar com ele e durante sua primeira sessão colaborativa, eles escreveram uma música chamada "Silly Thing", inspirada na esposa de Sigsworth. Ele disse: "Eu nunca escrevo canções de amor, mas fiquei emocionado em escrever uma para ela. Eu nunca tive um relacionamento problemático com ela, não houve muito drama. Mas eu queria escrever algo ingênuo e honesto". A demo, que soou como uma música folk incomum, foi tocada mais tarde por Madonna, que a adorou e adicionou e mudou partes e o título da música. Em setembro de 2012, Sigsworth vazou a versão original de "Nothing Fails", descrevendo-a como uma "demo em andamento de uma música que originalmente escrevi com Jem, e que mais tarde se tornou 'Nothing Fails', co-escrita e gravada por Madonna. Em "Nothing Fails", Archer disse:

"Quando eu realmente ouvi, fiquei tão chocado, porque foi a primeira vez que acreditei que [minha carreira] iria realmente acontecer. E ouvir Madonna cantando foi como, oh meu Deus, tão bizarro. Minha mãe continua me ligando sempre que está tocando. Ela vai a lojas no Reino Unido, segura o telefone e eu fico tipo: 'Eles vão prendê-la'".

"Nothing Fails" foi produzido por Madonna e Mirwais Ahmadzaï , com uma produção adicional de Mark "Spike" Stent. As sessões de gravação do American Life começaram no final de 2001, depois foram suspensas quando Madonna comelou a filmar Swept Away em Malta e estrelou a peça teatral Up for Grab. Ela voltou ao Olympic Recording Studios no final de 2002 e terminou as sessões. A mixagem para a faixa foi feita por Mark "Spike" Stent no Westlake Recording Studios em West Hollywood, Califórnia, enquanto Tim Young fez a masterização da música no Metropolis Group, em Londres. Michael Colombier fez o arranjo de cordas com Geoff Foster atuando como engenheiro de cordas, conduzindo nos AIR Studios. Para a instrumentação apresentada na música, Ahmadzaï tocou violões e Stuart Price tocou piano.

## Composição
|                                                    | "Nothing Fails" Uma amostra do refrão da música, apoiada por um violão, com Madonna cantando "Eu não sou religiosa". |
| Problemas para escutar este arquivo? Veja a ajuda. | |

"Nothing Fails" apresenta uma introdução de violão, que é um instrumento recorrente do American Life. O violão é acompanhado por uma seção de bateria "leve" e vocais baixos de Madonna e também apresenta um violoncelo na primeira parte da música, enquanto a música gospel chega na metade posterior. De acordo com a partitura publicada no Musicnotes.com por Alfred Publishing, "Nada falha" está escrito na fórmula de compasso de tempo comum, com um ritmo moderadamente lento de 92 batidas por minuto. É composta na clave de Si maior com a voz de Madonna que vai de Fá3 até Si bemol♭4. A música segue uma sequência básica de Gm–F–E♭–B♭–Gm como sua progressão harmônica. Em termos de letra, a música discute um amante, e como o encontro não foi apenas um acaso, uma referência à "Árvore da Vida" durante a música, enquanto Madonna faz denúncias de religião cantando "Eu não sou religiosa", mas ela deseja orar. Bill Friskics-Warren, autor de I'll Take You There: Pop Music and the Urge for Transcendence, descreveu a letra como consistindo de duplo sentido, falando sobre renascimento espiritual e sexual. O London Community Gospel Choir, liderado por Nicki Brown, gravou os vocais de apoio para a música. O engenheiro de cordas do coro, Geoff Foster, lembra que o grupo consistia em "um monte de grandes cantores, dando-o em voz alta, foi impressionante".
De acordo com Rolling Stone e The Advocate, a música desliza de um arranjo enxuto e depois atinge seu auge com o refrão gospel, que se assemelha ao do single de Madonna, "Like a Prayer" (1989). Uma versão remix da música, "Jackie In Love In The Club Mix", feita por DJ Jackie Christie, foi disponibilizada como uma das faixas exclusivas do maxi-single americano e europeu da música. Ela manteve os vocais de Madonna e a aparência do coral gospel, comentando que "me pediram para remixar 'Nothing Fails'. Eu queria que [...] fosse uma mistura principal com um grande colapso no coral, para que você sentisse a magia da Madonna e do coro, como igreja". O remix da música de Peter Rauhofer foi adicionado junto com os remixes do single seguinte, "Love Profusion". Outra versão, "Jason Nevins Mix", foi incluída no álbum de remixs de Madonna de 2003, Remixed & Revisited. Stephen Thomas Erlewine, da Allmusic, comentou que, nesse remix, Madonna parece estar fora de sintonia com a música de 2003.

## Análise da crítica
"Nothing Fails" recebeu críticas positivas de críticos de música. O'Brien o listou como um "hino de devoção" e "a música mais majestosa da American Life". Ela complementou o "ar dramático e teatral" da música e observou que a adição do coro tornava a música reveladora e extática. J. Randy Taraborrelli escreveu em seu livro, Madonna: An Intimate Biography, que, embora o álbum não seja um pacote forte, coeso, "Nothing Fails" se destacou como uma das poucas pedras preciosas. Em uma crítica ao álbum como um todo, Michael Paoletta, da Billboard, chamou de destaque do American Life, descrevendo a música como descrevendo a música como "indutora de lágrimas". Ken Tucker, da Entertainment Weekly, chamou de "adorável" e o nomeou, entre outras músicas do álbum, "refrescante – inferno, chocantemente – sério". Alexis Petridis, do The Guardian, elogiou o coro final.
Sal Cinquemani, da Slant Magazine, o classificou como um dos momentos de grandeza do álbum. Ian Youngs, da BBC Music, fez uma crítica positiva por "Nothing Fails", escrevendo que menos é mais quando se trata de truques eletrônicos de Mirwais. Johnny Davis, da NME, comentou que "apenas 'Nothing Fails' e 'Intervention' mergulham embaixo da freneticamente papoila, sem um pisador de bola de glitter no estilo 'Ray of Light', nem uma grande balada para agir como uma trégua". Josh Tyrangiel, da Time, achou o canto de Madonna em "Nothing Fails" tão descontraído e lamentável, consistindo em "muita alma". Uma revisão ao Telegram & Gazette, o site elogiou a música por ter se misturado com sucesso entre o "espiritual e o sensual". Jon Pareles, do The New York Times, acreditava que "Nothing Fails" era capaz de suscitar sentimentos comparados por outras pessoas e era propenso à introspecção, ao contrário de outras músicas de Madonna. Stephen Thompson, do The A.V. Club, considerou a música "emocionalmente ressonante", mas caracterizou a introdução de um coral como "ocupada".
Em vez de elogiar "Nothing Fails", Chuck Taylor, da Billboard, disse que a música "ilustra tudo que faz de [American Life] uma rotina". Ben Ratliff, da Rolling Stone, comparou-o negativamente a "Like a Prayer" e comentou que é muito mais próximo do que ela se tornou boa: a idéia de transfiguração através do amor, declarando que a diferença em 2003 é que ela não tem o ambição. A Stylus Magazine também a comparou negativamente a "Like a Prayer", chamando-a de "uma denúncia imediata da religião" e afirmando que "a mesma música antiga, mais de 10 anos depois, simplesmente não a serve mais". Jim DeRogatis, do Chicago Sun-Times, achou a letra "Eu não sou religioso" ser "confusa e confusa", como Madonna fazendo referência a Jesus Cristo e Satanás em outras músicas do álbum. Jude Rogers, do The Guardian, chamou de "jóia quieta e ofuscada pelo evangelho" de American Life, colocando-a no número 48 em seu ranking dos melhores singles de Madonna, em homenagem ao seu aniversário de 60 anos. Chuck Arnold, da Entertainment Weekly, listou "Nothing Fails" como o 29º melhor single da cantora, chamando-o de "um triunfo – criativo e não comercial – que vai da seriedade despojada à glória gloriosa".

## Promoção e performances ao vivo

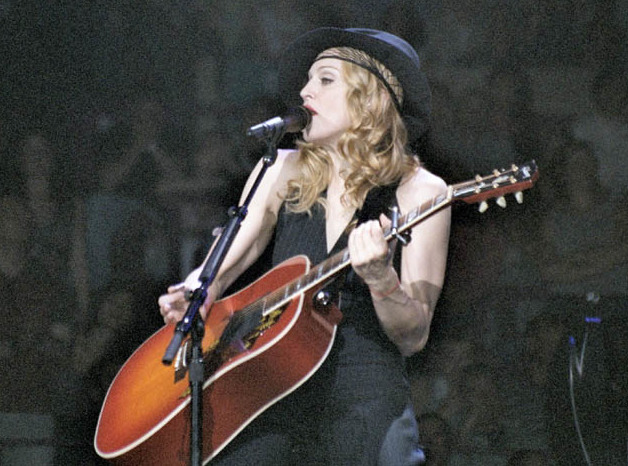
Madonna tocando uma versão acústica de "Nothing Fails" durante a Re-Invention World Tour em 2004.

Nenhum videoclipe foi filmado para a promoção de "Nothing Fails". Inicialmente, foi relatado pelo Daily Mirror que Madonna planejava gravar o vídeo em Israel com o ator Michael Douglas. Segundo Polly Graham do jornal, os executivos da Warner Bros. estavam preocupados com a segurança da cantora em Israel, mas Madonna era inflexível. "os diretores da gravadora estão realmente preocupados com isso. Eles estão tentando conversar com ela, mas ela não entende nada disso. Ela disse a eles que faz sentido filmar em Israel, pois a Cabala se origina de lá. Madonna não está particularmente preocupada com segurança e potenciais riscos. Ela não acha que é tão ruim quanto parece". Seu então marido, Guy Ritchie também estava enfrentando dificuldades com seu projeto, Revolver, que foi rejeitado pelos executivos da Sony Pictures, pois continha referências à Cabala, e eles pediram a Ritchie que reescritasse o roteiro. Como o próprio vídeo incluiria o simbolismo da Kabbalah, Madonna finalmente decidiu não filmar o videoclipe. Esses relatos foram posteriormente refutados pela artista durante uma entrevista à estação de rádio  Alice 97.3 de São Francisco, onde ela explicou que nenhum videoclipe seria gravado para o single. Após o lanaçmento de American Life, Madonna embarcou em uma turnê promocional. Uma dessas apresentações, apresentada nos estúdios da Total Request Live em Nova Iorque, foi exibida pela MTV em um especial chamado Madonna on Stage & on the Record. Apresentada por Carson Daly, ela cantou "Nothing Fails" e outras músicas do American Life enquanto respondia a perguntas da platéia. Madonna também apresentou a música na loja HMV em Oxford para cerca de 500 pessoas. Ela usava boina preta, blusa de bolinhas, calça preta e salto alto. O setlist incluiu "American Life", "Hollywood", "Nothing Fails", "X-Static Process" e "Mother and Father" além de algumas do seu catálogo anterior. Ela também tocou violão durante algumas músicas e tocou os acordes errados no início de "X-Static Process".
No ano seguinte, Madonna tocou a música na Re-Invention World Tour como a primeira música do segmento acústico do show. Ela chegou ao palco vestindo um traje preto de Stella McCartney e acompanhada por um violão para cantar a música. Jane Stevenson, do Toronto Sun, descreveu Madonna como uma "figura solitária", pois ela sozinha tocando violão. Bret McCabe, do Baltimore City Paper, o descreveu como uma performance de "aquecimento". Durante o show na Irlanda, ela usava um casaco preto e foi protegida por um guarda-chuva enquanto tocava a música durante a chuva. Essa ocorrência foi mencionada no documentário I'm Going to Tell You a Secret, que narrou toda a turnê.

## Faixas
| Vinil promocional de 12" americano |                                                      |         |  |
| N.º                                | Título                                               | Duração |  |
| 1.                                 | "Nothing Fails" (Peter Rauhofer's Classic House Mix) | 8:24    |  |
| 2.                                 | "Nothing Fails" (Nevins Big Room Rock Mix)           | 6:44    |  |
| 3.                                 | "Nothing Fails" (Nevins Global Dub)                  | 7:45    |  |

| Vinil promocional de 12" americano |                                                      |         |  |
| N.º                                | Título                                               | Duração |  |
| 1.                                 | "Nothing Fails" (Peter Rauhofer's Lost In Space Mix) | 8:36    |  |

| CD promocional americano |                                   |         |  |
| N.º                      | Título                            | Duração |  |
| 1.                       | "Nothing Fails" (Edição de rádio) | 3:46    |  |
| 2.                       | "Nothing Fails" (Remix de rádio)  | 3:59    |  |

| CD promocional alemão |                                   |         |  |
| N.º                   | Título                            | Duração |  |
| 1.                    | "Nothing Fails" (Edição de rádio) | 3:46    |  |
| 2.                    | "Nothing Fails" (Remix de rádio)  | 3:59    |  |

| Vinil americano |                                                      |         |  |
| N.º             | Título                                               | Duração |  |
| 1.              | "Nothing Fails" (Peter Rauhofer's Classic House Mix) | 7:38    |  |
| 2.              | "Nothing Fails" (Nevins Big Room Rock Mix)           | 6:44    |  |
| 3.              | "Nothing Fails" (Tracy Young's Underground Mix)      | 7:29    |  |
| 4.              | "Nothing Fails" (Jackie's In Love In The Club Mix)   | 7:28    |  |
| 5.              | "Nothing Fails" (Nevins Global Dub)                  | 7:45    |  |
| 6.              | "Nobody Knows Me" (Mount Sims Italo Kiss Mix)        | 5:26    |  |
| 7.              | "Nobody Knows Me" (Mount Sims Old School Mix)        | 4:44    |  |
| 8.              | "Nothing Fails" (Tracy Young's Underground Dub)      | 8:36    |  |

| CD single americano |                                                      |         |  |
| N.º                 | Título                                               | Duração |  |
| 1.                  | "Nothing Fails" (Edição de rádio)                    | 3:46    |  |
| 2.                  | "Nothing Fails" (Peter Rauhofer's Classic House Mix) | 8:24    |  |

| CD maxi americano |                                                      |         |  |
| N.º               | Título                                               | Duração |  |
| 1.                | "Nothing Fails" (Edição de rádio)                    | 3:46    |  |
| 2.                | "Nothing Fails" (Peter Rauhofer's Classic House Mix) | 8:24    |  |
| 3.                | "Nothing Fails" (Tracy Young's Underground Mix)      | 7:29    |  |
| 4.                | "Nothing Fails" (Nevins Big Room Rock Mix)           | 6:44    |  |

| Maxi-single americano |                                                          |         |  |
| N.º                   | Título                                                   | Duração |  |
| 1.                    | "Nothing Fails" (Peter Rauhofer's Classic House Mix)     | 8:24    |  |
| 2.                    | "Nothing Fails" (Nevins Big Room Rock Mix)               | 6:44    |  |
| 3.                    | "Nothing Fails" (Tracy Young's Underground Mix)          | 7:29    |  |
| 4.                    | "Nothing Fails" (Nevins Global Dub)                      | 7:45    |  |
| 5.                    | "Nothing Fails" (Jackie's In Love In The Club Mix)       | 7:28    |  |
| 6.                    | "Nobody Knows Me" (Peter Rauhofer's Private Life Part 1) | 8:07    |  |
| 7.                    | "Nobody Knows Me" (Above & Beyond 12" Mix)               | 8:45    |  |
| 8.                    | "Nobody Knows Me" (Mount Sims Italo Kiss Mix)            | 5:26    |  |

| Maxi-single australiano |                                                          |         |  |
| N.º                     | Título                                                   | Duração |  |
| 1.                      | "Nothing Fails" (Peter Rauhofer's Classic House Mix)     | 8:24    |  |
| 2.                      | "Nothing Fails" (Nevins Big Room Rock Mix)               | 6:44    |  |
| 3.                      | "Nothing Fails" (Tracy Young's Underground Mix)          | 7:29    |  |
| 4.                      | "Nothing Fails" (Nevins Global Dub)                      | 7:45    |  |
| 5.                      | "Nothing Fails" (Jackie's In Love In The Club Mix)       | 7:28    |  |
| 6.                      | "Nobody Knows Me" (Peter Rauhofer's Private Life Part 1) | 8:07    |  |
| 7.                      | "Nobody Knows Me" (Above & Beyond 12" Mix)               | 8:45    |  |
| 8.                      | "Nobody Knows Me" (Mount Sims Italo Kiss Mix)            | 5:26    |  |

| Maxi-single americano |                                        |         |  |
| N.º                   | Título                                 | Duração |  |
| 1.                    | "Nothing Fails" (Edição de rádio)      | 3:46    |  |
| 2.                    | "Love Profusion" (Versão do álbum)     | 3:48    |  |
| 3.                    | "Love Profusion" (The Passengerz Club) | 7:01    |  |

## Créditos
Créditos adaptados do encarte de American Life.
- Madonna—composição, produção
- Mirwais Ahmadzaï—produção, progrmação, violão
- Mark "Spike" Stent—produção adicional, mixagem
- Guy Sigsworth—composição
- Jem Griffiths—composição
- Michel Colombier—condução

## Desempenho comercial
Após a decepção comercial de "American Life" e "Hollywood" — os dois primeiros singles do American Life — Maverick enviou um remix de rádio de "Nothing Fails" na esperança de alcançar boas vendas. A música foi enviada ao rádio Mainstream Top 40 em 28 de outubro de 2003. "Nothing Fails" não apareceu nas tabelas dos Estados Unidos; no entanto, foi um sucesso comercial nas paradas de dança. De acordo com Fred Bronson, o lançamento dos remixes da música estreou no número um na Hot Singles Sales e Hot Dance Single Sales. Na edição de 27 de dezembro de 2003, na mesma semana, também subiu para o top vinte da parada de músicas do Dance Club. "Me Against the Music", de Britney Spears, em que Madonna participa como artista convidada, e "Nobody Knows Me", ambos também estiveram presentes nas posições 20 e 1, tornando Madonna o único artista a ter três músicas entre os vinte e cinco primeiros simultaneamente na tabela. No entanto, o single vendeu menos de 10,000 unidades, de acordo com o Nielsen SoundScan, marcando um dos totais mais baixos da época para uma música número um na tabela. Na recapitulação das vendas do Hot Dance Singles no final do ano, "Nothing Fails" estave na posição número dois, enquanto "Me Against the Music" e "Love Profusion" estavam nos números um e três, respectivamente. A Billboard informou que Madonna foi o primeiro artista em sua história nas tabelas a ter as três principais músicas na tabela Dance Sales.
Na Austrália, a Warner Bros. Records lançou um maxi-CD single de "Nothing Fails". O lançamento foi considerado um álbum pela ARIA devido ao número de faixas diferentes; ele não conseguiu figurar na tabela de álbuns da ARIA. No entanto, ele apareceu no ARIA Albums Chart no número seis. A música também alcançou o top 10 do Canadá. Na Europa, "Nothing Fails" obteve sucesso moderado nas tabelas. Na Áustria, "Nothing Fails" estreou no número 74 e, uma semana depois, atingiu o número 51, passando seis semanas dentro da tabela. Em 3 de janeiro de 2004, "Nothing Fails" estreou no número 50 na parada de singles da região belga de Flanders. No entanto, alcançou o número três na tabela da Valônia. A música estreou no número 16 na Dinamarca, chegando ao número 11 na semana seguinte. A música estreou no auge do número 34 na tabela francesa em 30 de novembro de 2003. Na segunda semana, a música começou seu declínio, caindo fora da parada no número 97, quase quatro meses depois. A música teve sucesso comercial na Itália, alcançando o top dez, e também na Espanha, onde alcançou o topo da tabela. Na Alemanha, a música atingiu o número 36.

### Tabelas semanais
| Tabela musical (2003)              | Melhor posição |
| ---------------------------------- | -------------- |
| Alemanha (Offizielle Top 100)      | 36             |
| Austrália (ARIA Dance Chart)       | 6              |
| Áustria (Ö3 Austria Top 40)        | 51             |
| Bélgica (Ultratop 50 de Flandres)  | 50             |
| Bélgica (Ultratop 40 de Valônia)   | 3              |
| Canada (Nielsen SoundScan)         | 7              |
| Espanha (PROMUSICAE)               | 1              |
| Dinamarca (Hitlisten)              | 11             |
| Escócia (OCC)                      | 13             |
| Estados Unidos (Dance Club Songs)  | 1              |
| Estados Unidos (Hot Singles Sales) | 1              |
| França (SNEP)                      | 34             |
| Itália (FIMI)                      | 7              |
| Países Baixos (Dutch Top 40)       | 51             |
| Países Baixos (Single Top 100)     | 49             |
| Romênia (Romanian Top 100)         | 49             |
| Suíça (Schweizer Hitparade)        | 41             |

| Tabela musical (2003)                | Posição |
| ------------------------------------ | ------- |
| Estados Unidos (Dance Club Songs)    | 4       |
| Estados Unidos (Dance Singles Sales) | 2       |